# 戴夫·亨德森
戴维·麦金利·亨德森（英語：David McKinley Henderson，1964年7月21日—），美国NBA联盟前职业篮球运动员。他在1986年的NBA选秀中第3轮第58顺位被华盛顿子弹选中。